# Крайчиково (Ивановская область)
Крайчиково — деревня в Кинешемском районе Ивановской области России. Входит в состав Шилекшинского сельского поселения.

## География
Расположена на реке Шилеконка  и в 35 км на юго-восток от районного центра города Кинешма.
области, в зоне хвойно-широколиственных лесов, в пределах северо-восточной части Среднерусской возвышенности, на левом берегу реки Шилеконки, при автодороге 24Н-103, на расстоянии примерно в 7 км на запад от центра поселения села Шилекша и 35 километров (по прямой) к юго-востоку от города Кинешмы, административного центра района.  

### Климат
Климат характеризуется как умеренно континентальный, с холодной многоснежной зимой и умеренно жарким влажным летом. Среднегодовая температура воздуха — 3,1 °C. Средняя температура воздуха самого холодного месяца (января) — −11,7 °C (абсолютный минимум — −45 °C), средняя температура самого тёплого (июля) — 18,2 °С (абсолютный максимум — 38 °C). Период с температурой воздуха выше 10 °C длится около 122 дней. Годовое количество атмосферных осадков — 595 мм, из которых 402 мм выпадает в период с апреля по октябрь.

## История
В XIX — первой четверти XX века деревня являлась центром Воскресенской волости Юрьевецкого уезда Костромской губернии, с 1918 года — Иваново-Вознесенской губернии.
С 1929 года деревня входила в состав Воскресенского сельсовета Вичугского района Ивановской области, с 1954 года — в составе Шилекшинского сельсовета, с 2005 года — в составе Шилекшинского сельского поселения.

## Население
| 1872 | 1897 | 1907 | 2002 | 2010 |
| ---- | ---- | ---- | ---- | ---- |
| 128  | ↘94  | ↗134 | ↘65  | ↘56  |

## Инфраструктура
Личное подсобное хозяйство с зоной сельскохозяйственного использования, индивидуальная застройка усадебного типа.
Основа экономики — сельское хозяйство.

## Транспорт
Автобусное сообщение с райцентром. Остановка общественного транспорта «Крайчиково».